# ベンメリア
ベンメリア（ベン・メリア、ベーン・メリア寺院、クメール語: ប្រាសាទបេងមាលា、Prasat Beng Mealea〈英: Beng Mealea Temple〉ベン・メリアは「メリアの池〈ハス池〉」の意）は、カンボジアのシェムリアップ州スバイレオ郡に位置する寺院遺跡である。州都シェムリアップの約40キロメートル東方の森内にあり、国際連合教育科学文化機関（ユネスコ、UNESCO）の世界遺産であるアンコール遺跡群の1つに属するが、世界遺産暫定リストに別途記載されている。

## 概要

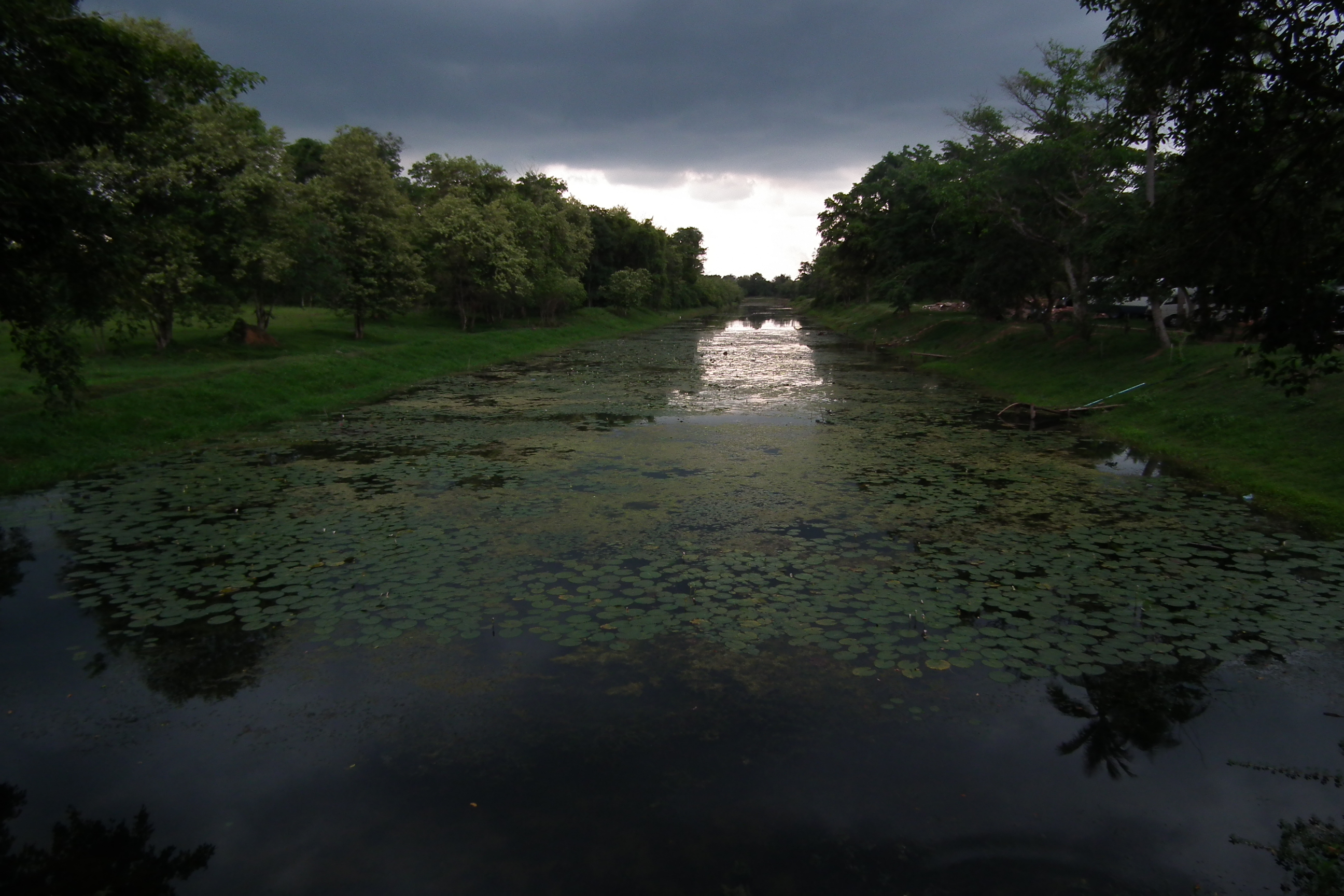
寺院の環濠（堀）

シェムリアップから直線距離で約40キロメートル東（東北東）に位置し、経路にして約70キロメートル(68-77km) の距離にある。密森に放置されたままの様相を見せる平地型の寺院遺跡であり、崩壊がひどく、ほとんどが瓦礫と化している。アンコール・ワット建造前の11世紀末-12世紀初頭の造営と推測され、アンコール・ワットに先立ち、そのモデルとして計画されたといわれている。環濠（堀）幅約45メートル、周囲4.2キロメートルと規模はやや小さいものの、アンコール・ワットとの類似点が多く、「東のアンコール・ワット」とも称される。

## 地理
アンコール・ワット、その東約40キロメートルにあるベン・メリア寺院、さらにアンコール地区より東約100キロメートル (105km) のコンポン・スヴァイの大プリヤ・カーン（コンポン・スヴァイ・プリア・カーン）の3寺院は一直線上にあり、往年にはアンコール地域（都城）を起点とするすべての道（「王道」）のうち、この東西に延びる古道（盛土土手道、thnal）に位置するアンコール近隣の一大地方拠点であった。
北西にあるクーレン山、北東のコー・ケー、さらにラオスのワット・プーへの起点でもあり、東・北部を結ぶ交通の要衝として栄えた。アンコール地域と同じく水利・灌漑のバライ（貯水池）が東側に構築され、広大な穀物地帯を形成していた。北西付近には良質な砂岩を産出する石切り場があり、主にここで切り出された石材により建造された。また、採石場に近いオー・トモーダップ(O Thmor Dab〈「石を削った小川」の意〉) という小河川は、増水期にアンコール地方への運搬に利用されていた。
寺院東側に位置するバライ「スラ・ケウ（スラ・ケヴ）」は、広大な「くぼ地」となり干上がっているが、東西1500メートル、南北600メートルで、2重の盛土により堤防が構築されている。バライの中央には祠堂 (Prasat Veal Phty、クメール語: ប្រាសាទវាលផ្ទី、英: Veal Phtei Temple) があり、修復されている。また、西堤中央部に小祠ベーン・ケヴ (Ben Kev)、南堤中央部の南約150メートルにプラサット・チュレイ (Presat Chrei〈Prasat Chrek〉)、東堤南東部の東約200メートルにプラサット・コン・プルック (Prasat Kon Phluk) の祠堂がある。
寺院の西側約400メートルにはプラサット・ドン・チャン (Prasat Don Chan) の祠堂がある。アンコール方面に向かう道にはスピアン・トゥノット・タ・デーヴ (Spean Tnaot Ta Dev) という石橋が認められる。寺域の西側にある小祠跡クック・トップ・トム (Kuk Top Thom〈Prasat Kansaeng〉) は、古道を行き交う人の休泊所「灯明の家」（英: ‘Firehouse’〈‘house  of  fire’〉）の1つであったとされ、ダルマシャーラ (dharmaśāla) と称される。ジャヤーヴァルマン7世（在位1181-1218年頃）によるものと考えられたが、先のトリブヴァナーディティアヴァルマン（在位1165年頃-1177年）の建造であるといわれる。
白象伝説
バライ南東部の東にあるプラサット・コン・プルックは、「象牙（プルック）をのせた場所」の意で、ベン・メリア寺院やこれに関連する物語が伝わる。クロプレ・ロットという村娘が、ようやく見つけた水たまりで水を飲み、水浴したが、それはゾウ（白象）の尿であった。そして村娘は妊娠して娘が生まれ、トンセトラと名付けられた。成長したトンセトラは父親が白象と知ると探しに出立した。白象は森の王であった。トンセトラは父の白象と森の寺院で暮らすようになったが、白象がいない間に猟師が娘を連れ去った。そしてベン・メリア寺院で白象に見つかると、猟師はトンセトラを連れて逃げ回り、激高した白象は寺院を破壊した。追う白象は堤防を走りプラサット・コン・プルックまで来たが、疲れて休むうちに逃げられてしまった。そして白象はトンセトラを探してコー・ケーにたどり着くも、トンセトラは死に、白象も殺されて葬られた。コー・ケーの白象王の墓所は、プラサット・トム後方の小山といわれる。コー・ケーの同様の伝承のほか、さらにコンポン・スヴァイの大プリヤ・カーン地方にも伝えられる。

## 歴史

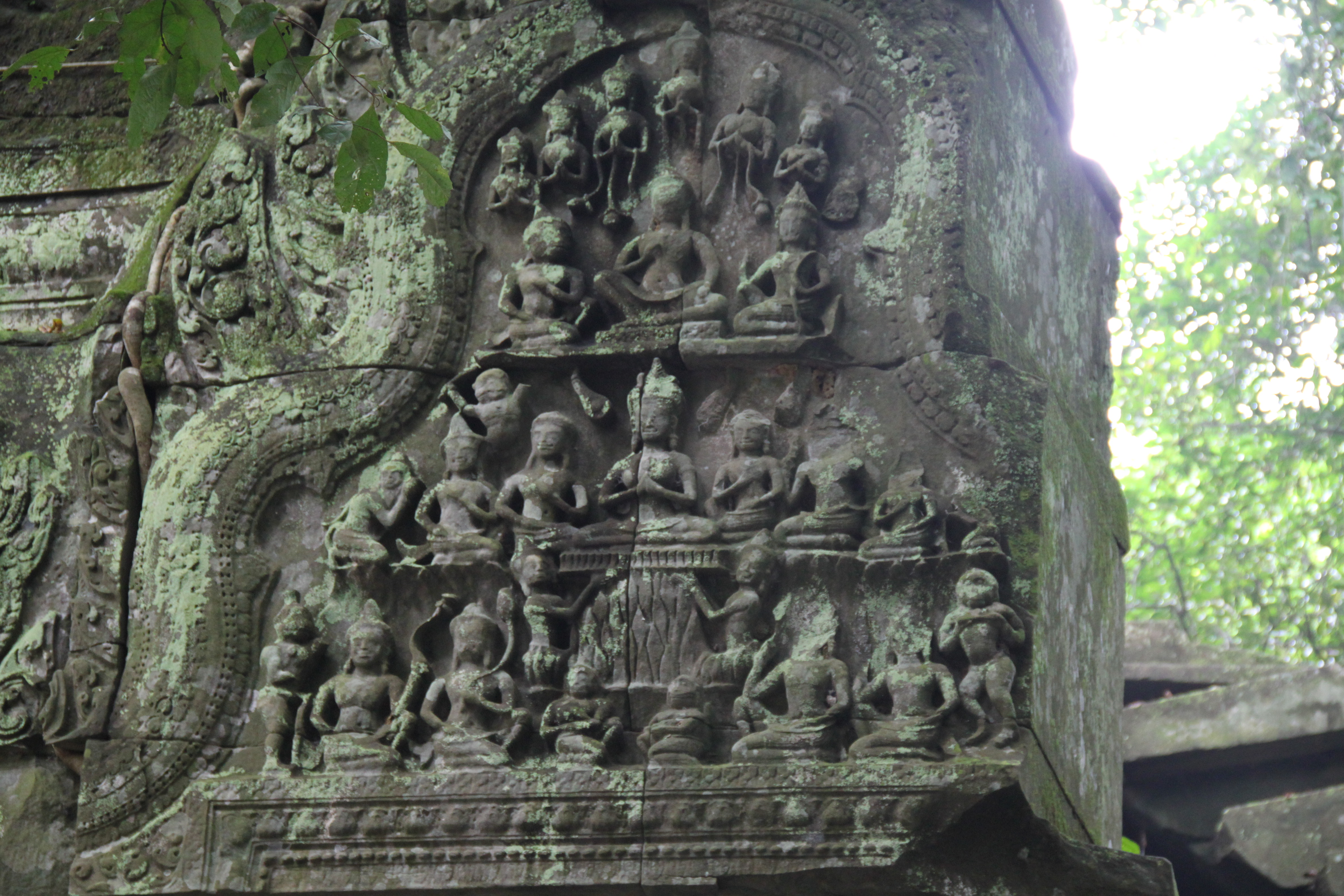
叙事詩『ラーマーヤナ』の装飾

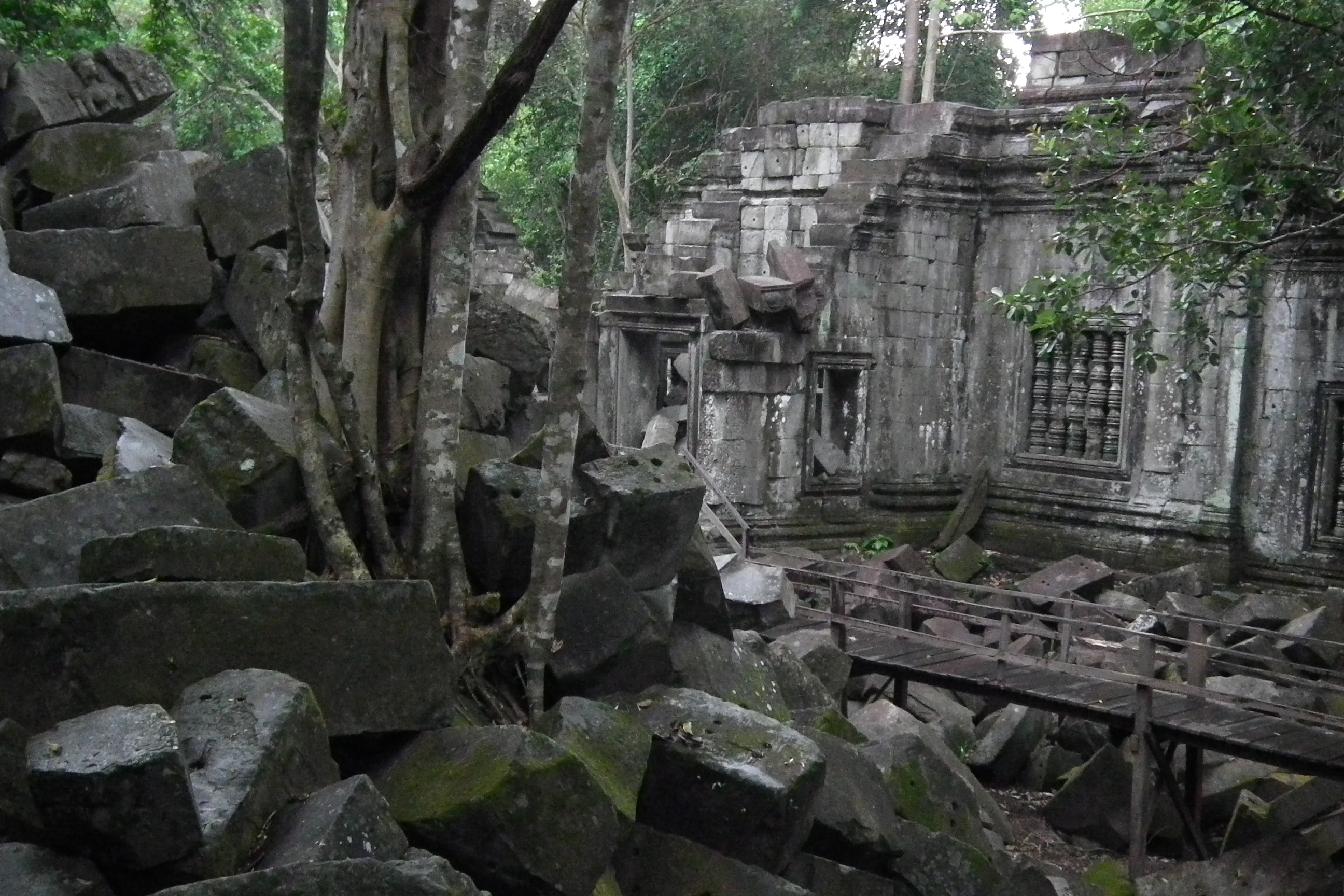
寺院遺跡内の木道付近

碑文はなく、年代の比定には諸説あるものの、図像や装飾美術・建築様式などから11世紀末-12世紀初頭の建築とされ、12世紀前半のアンコール・ワット（1113-1145年頃）の造営より20年ぐらい前に、アンコール ワットの試作として設計・建設されたといわれるが、証拠はない。装飾や建築は、総じてアンコール・ワットと同年代ないしやや後のものとする見方もある。そして11世紀中頃のバプーオン（1060年頃）の建築様式の影響は限定的なほか、主にアンコール・ワット様式からバイヨン（12世紀末）様式への移行も見られる。
ヒンドゥー教寺院として建造され、ヒンドゥー教神話をモチーフとした浮き彫り装飾などが多く確認できる。建立はスーリヤヴァルマン2世（在位1113-1150年頃）を中心に先代の王など複数の王によるといわれる。ただし、王が建立を直轄したアンコール・ワットに対して、ベン・メリア寺院は地方の長や有力者らが建立した地方寺院であり、アンコール地域の影響を受けながら、それぞれの時代の建築・装飾様式を取り入れたものとも捉えられる。
ポル・ポト派（クメール・ルージュ）の支配が終わり、1992年9月1日、ベン・メリア寺院は世界遺産暫定リストに加えられた。地雷の撤去が進み、およそ10年を要して寺院内および参道周辺の除去作業が完了し、2003年末、正式に公開された。今日、遺跡内は安全の確保のため木道が築かれているが、指定された進路から外れると危険である。

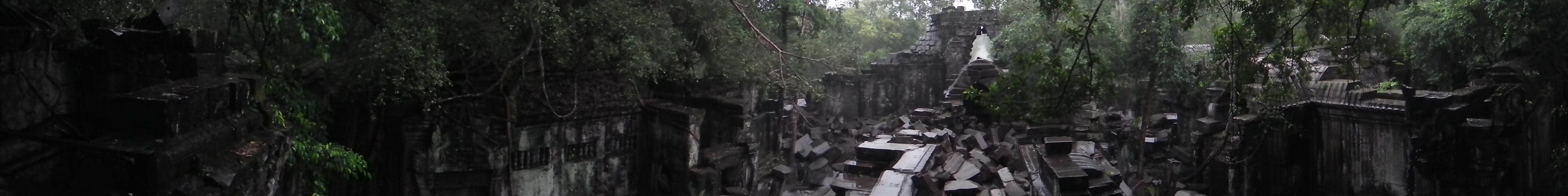
荒廃した様相を伝える寺院遺跡

## 構成

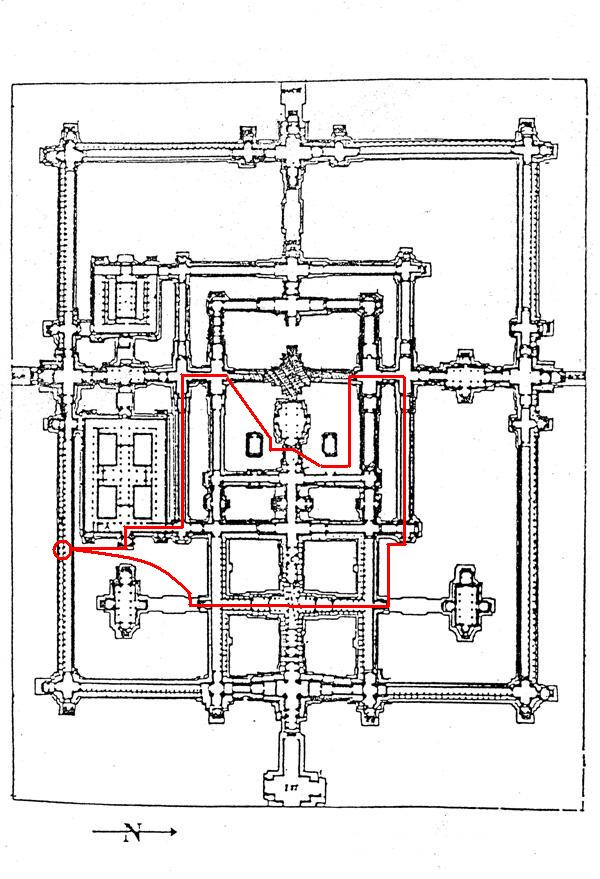
ベン・メリア寺院平面図
（原図レオン・ド・ベイリー作〈20世紀初頭〉）
赤線: 見学用に備えられた木道

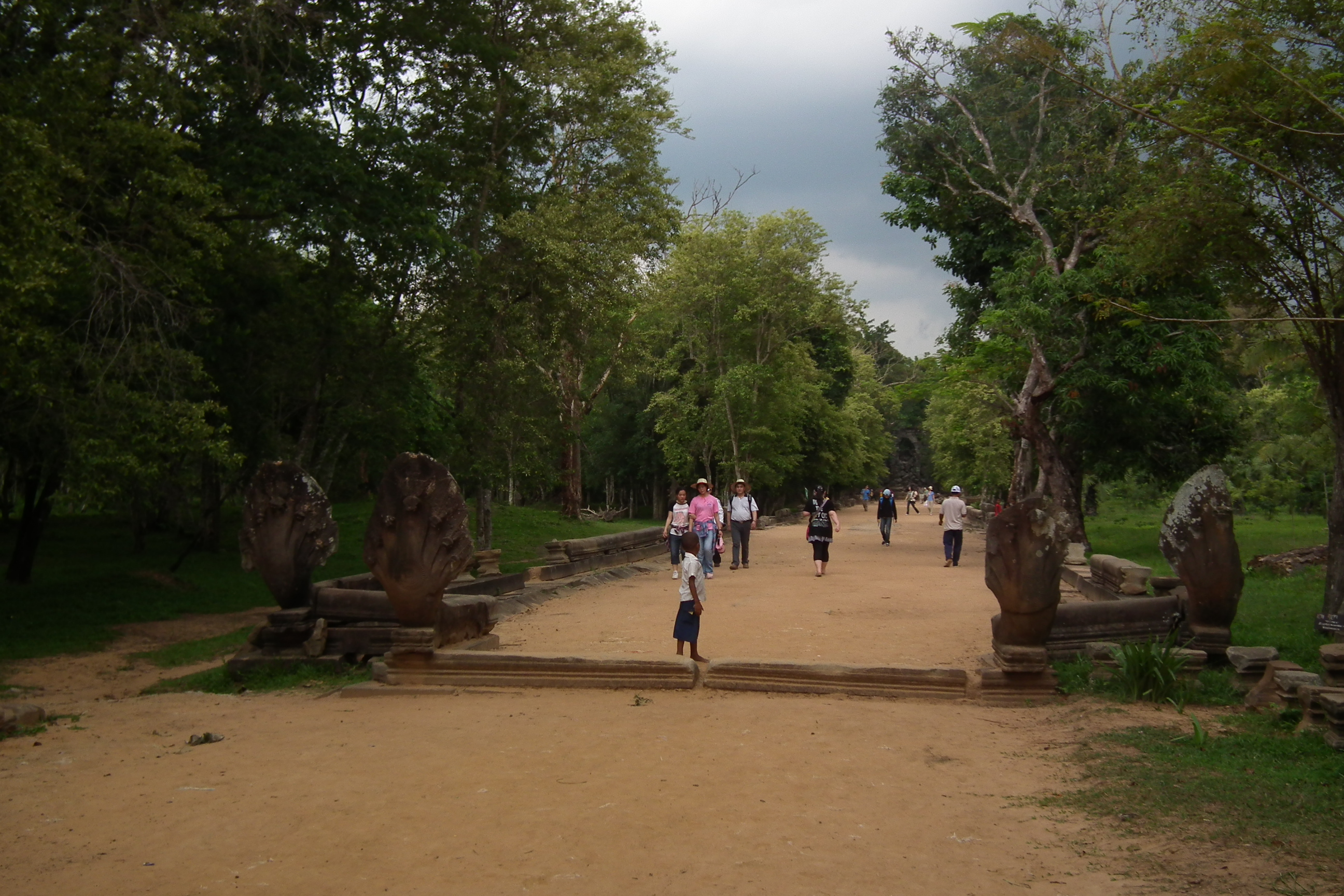
南参道

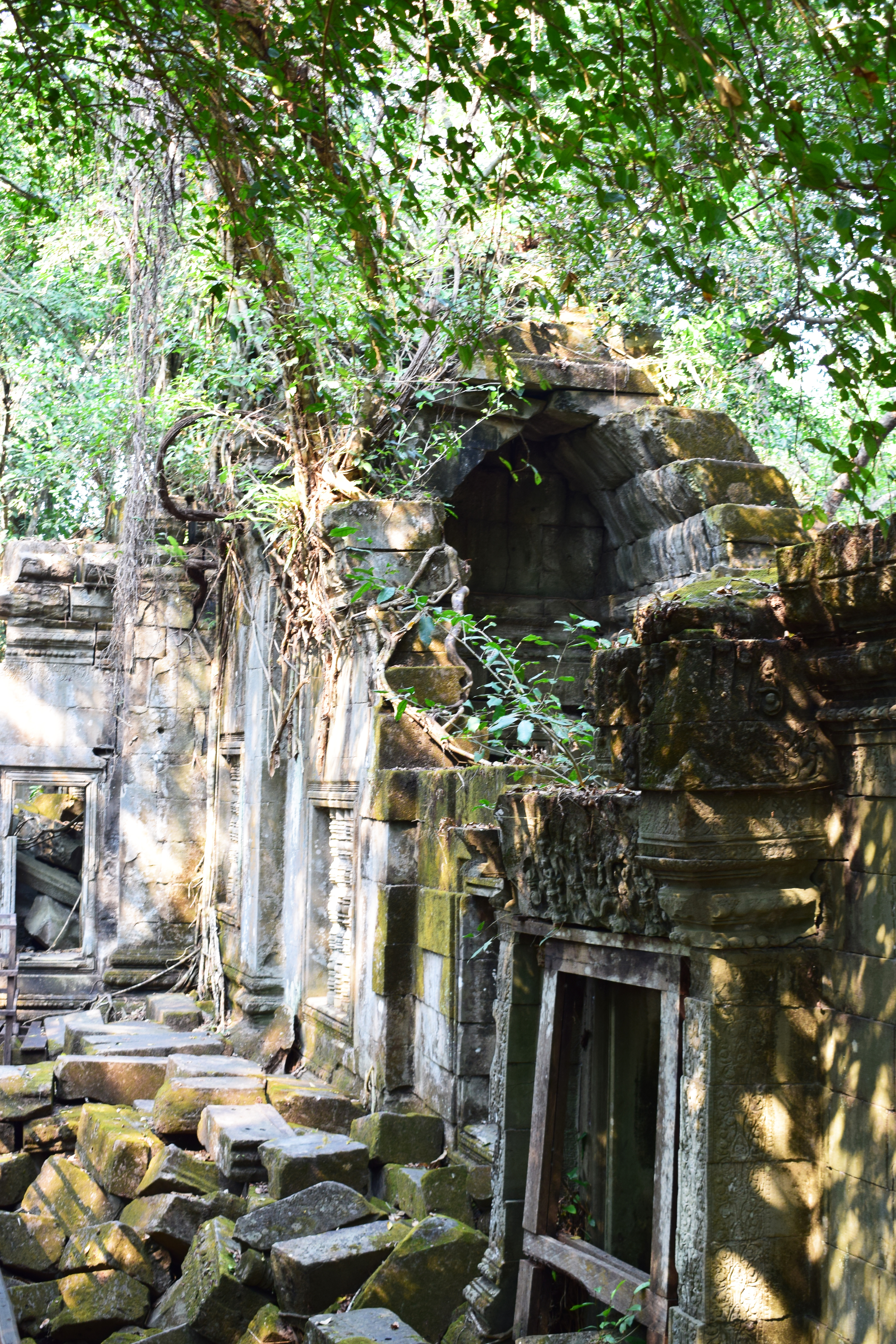
回廊部の一角

寺院には、長径（東西）1200メートル (1025m)、短径（南北）900メートル (875m) の環濠が巡り、面積は 108ヘクタール (1,080,000 m2) となる。境内の周壁は、東西1100メートル、南北600メートルで、参道の環濠部分は橋状となる。東と南の参道両側には砂岩の丸柱（欄干の一部）があり、南参道にナーガが残る。寺院は東を正面として建ち、バライ西堤テラスより参道が通じ、円柱が支える十字型のテラスから3重の回廊に塔門（ゴープラ）などを持つ伽藍につながる。十字型テラスには保存状態のよい5つ頭のナーガの欄干部が残存する。
主な建築資材は良質な砂岩である。崩壊が激しいが、クメール建築のなかでも精緻な工法により建築されている。全体の設計・配置、塔堂の構成や回廊など、アンコール・ワットとよく似るが、アンコール・ワットはピラミッド型の構造で尖塔を備えているのに対し、ベン・メリア寺院は平地（平面）型である。また、「発展様式」の研究（フィリップ・ステルンの編年研究）により、アンコール・ワットに類似する美術装飾が見られるが、全く違う装飾もあるほか、バプーオン様式（後期）の影響からアンコール・ワット様式、バイヨン様式（初期）にわたる建築様式が認められる。
外回廊（第3回廊）は、長径（東西）181メートル、短径（南北）152メートルで、壁面の一部にアプサラの彫像装飾が見られる。東側の外回廊と第2回廊の間の南・北に砂岩の経蔵があり、それぞれ回廊（十字型回廊）につながる建築様式はバプーオンの参道に似るといわれる。東側の中央には十字型の中庭があり、狭いヴォールト天井の回廊（十字型回廊）より中央祠堂（本殿塔堂）に通じたが、中央塔堂は崩壊している。第2回廊北側の一部は窓が天井に近くほとんど光が入らない。また、南側の外回廊との間には2つの回廊状の建造物がある。

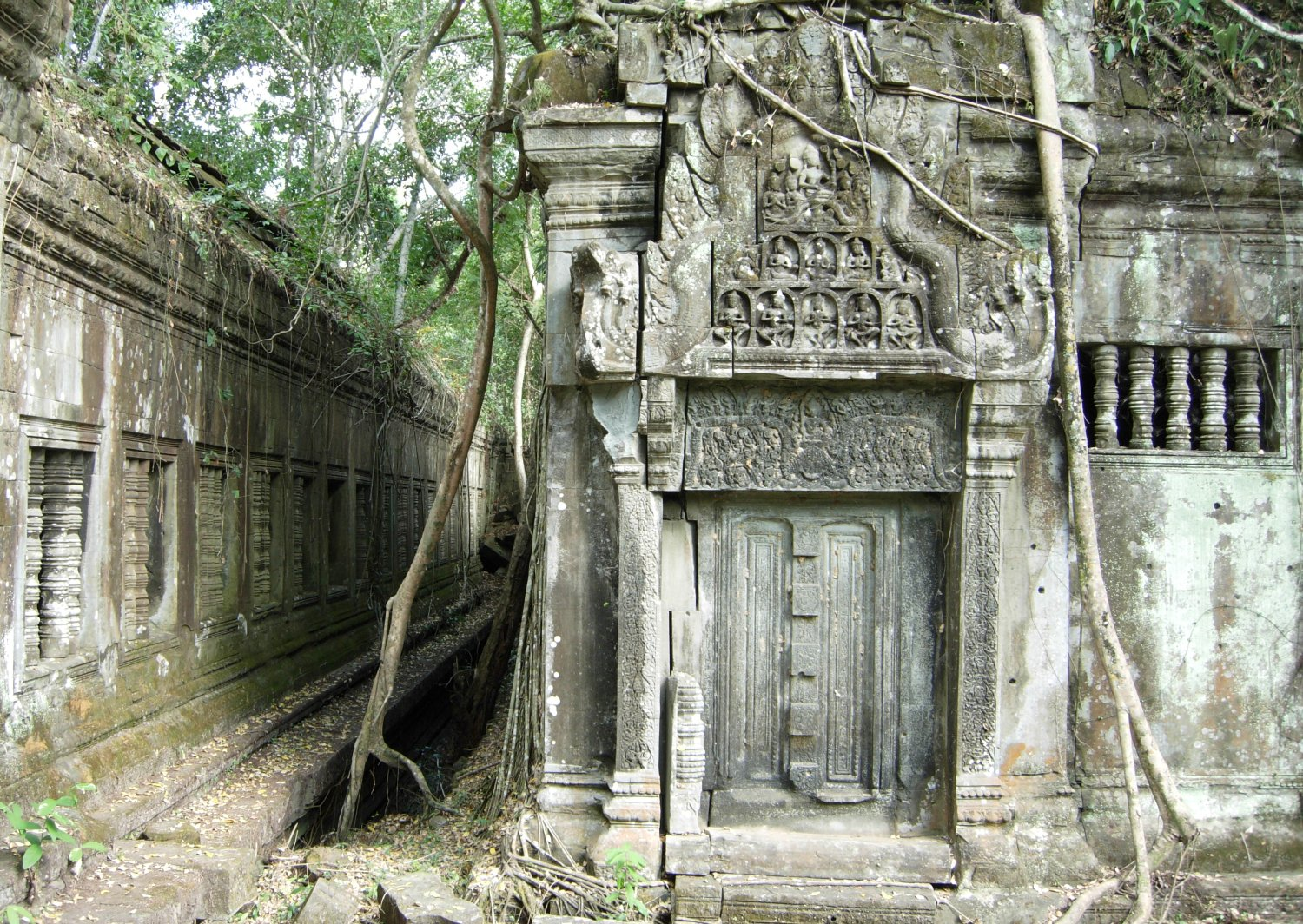
偽扉の付柱・まぐさ（リンテル）・破風（ペディメント）装飾
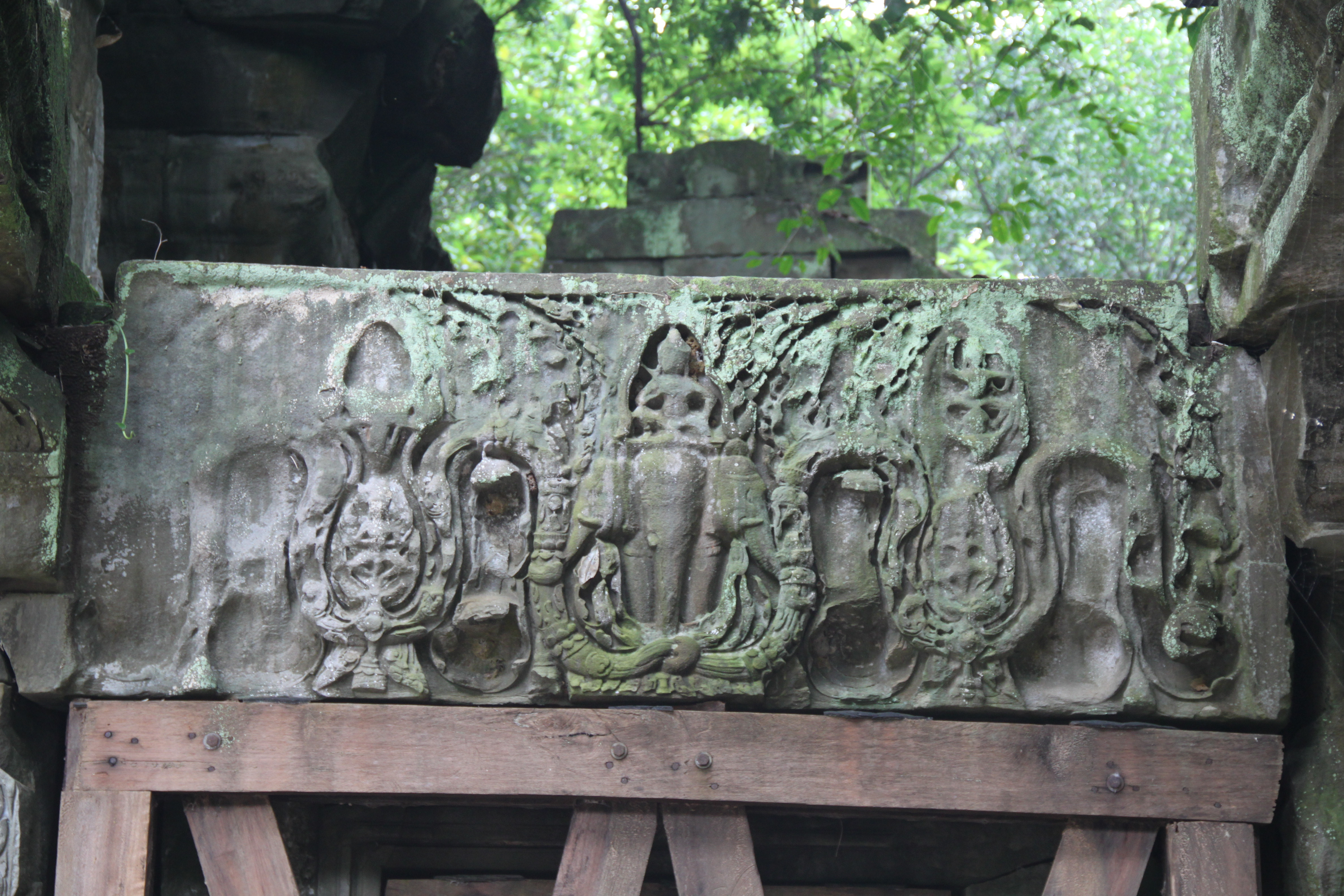
まぐさ（東南面） 3つ頭のゾウ（アイラーヴァタ）に乗るインドラ
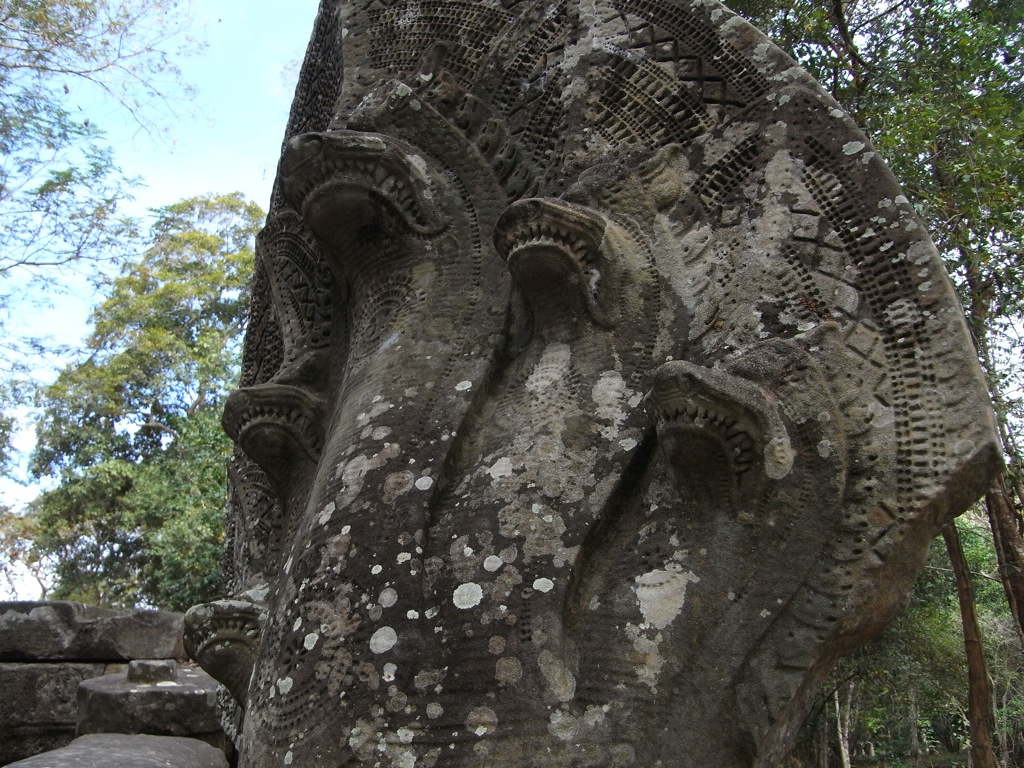
5つ頭のナーガ （ナーガの欄干部）
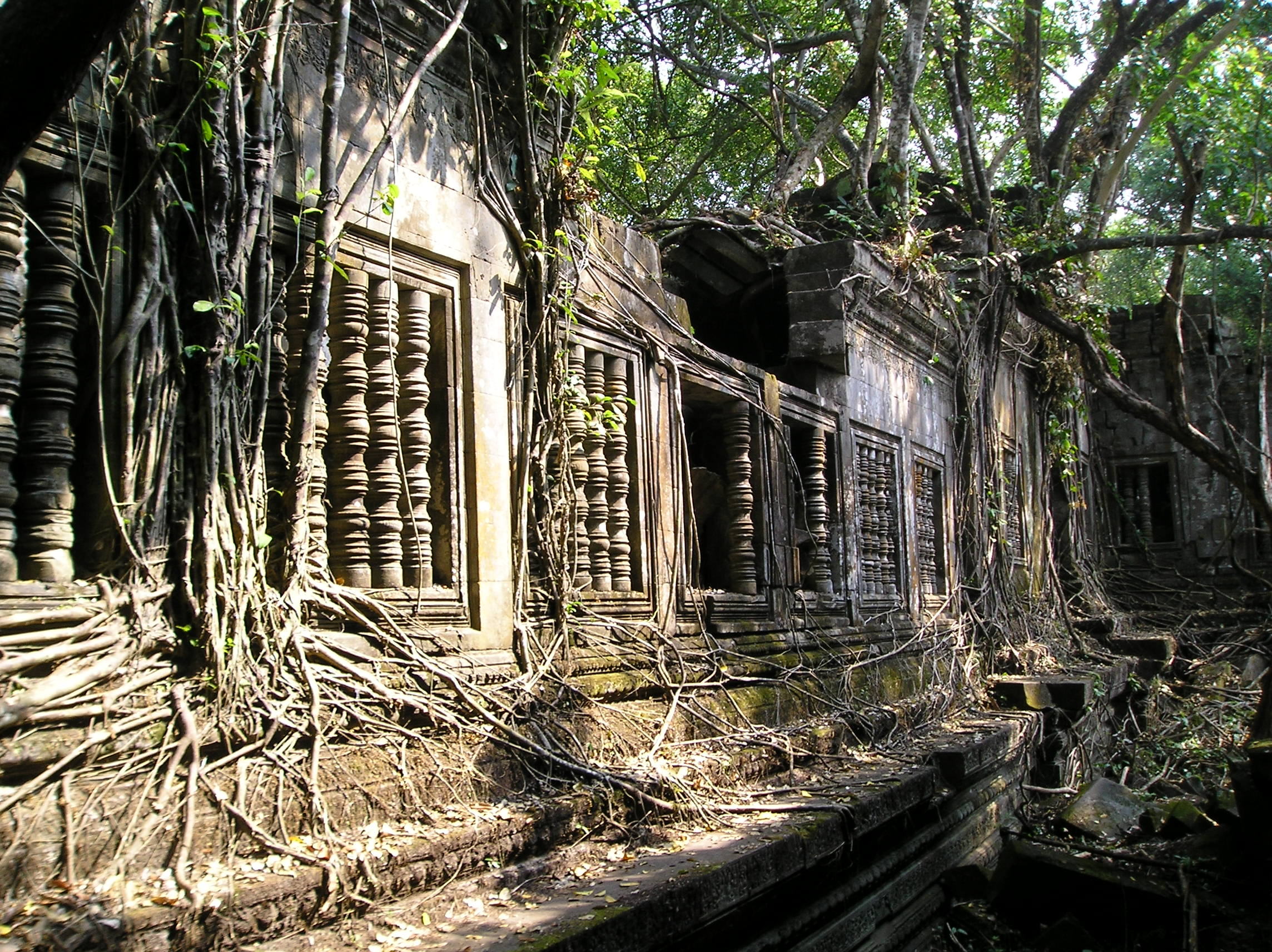
回廊周壁の連子窓
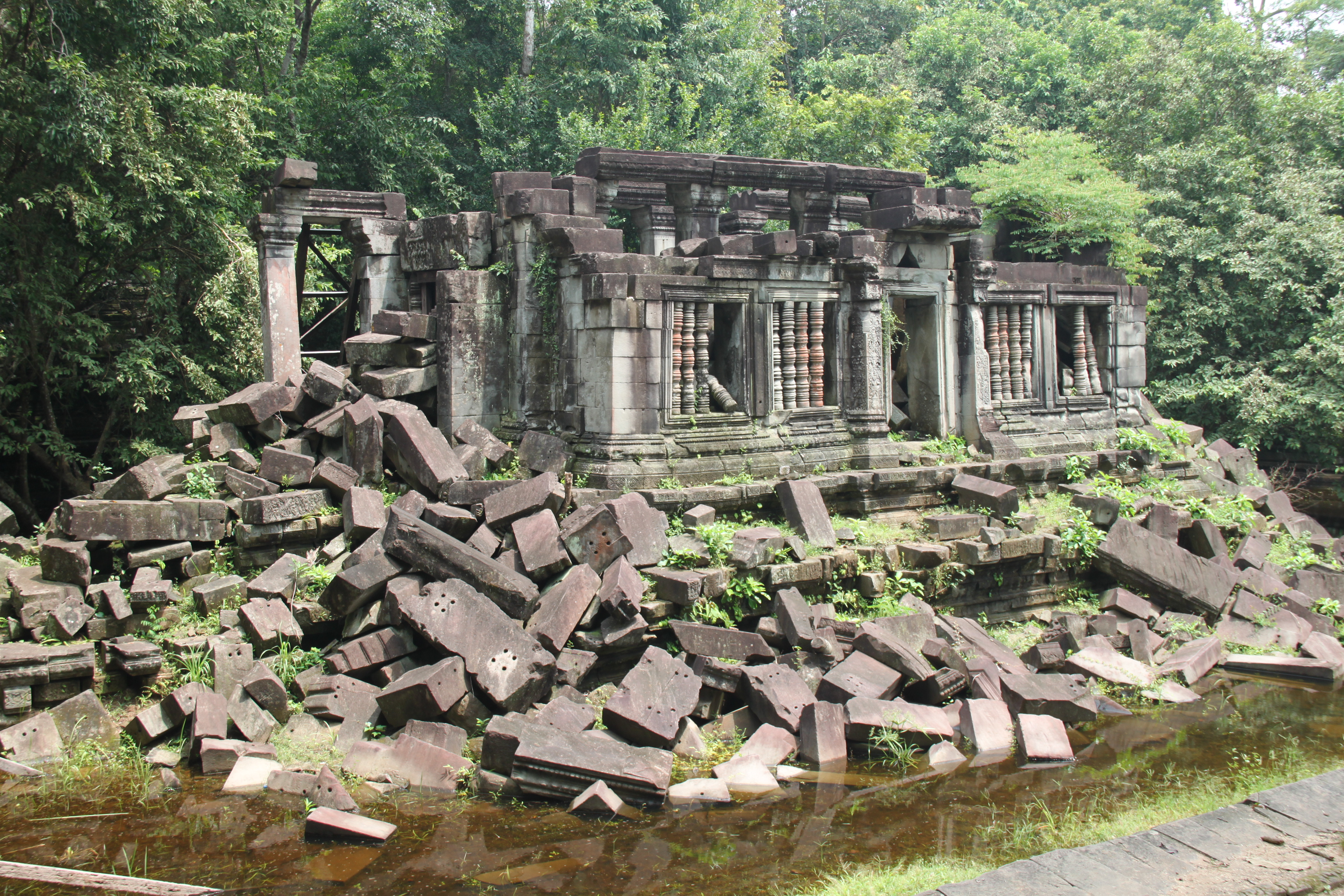
外郭東側の経蔵の1つ
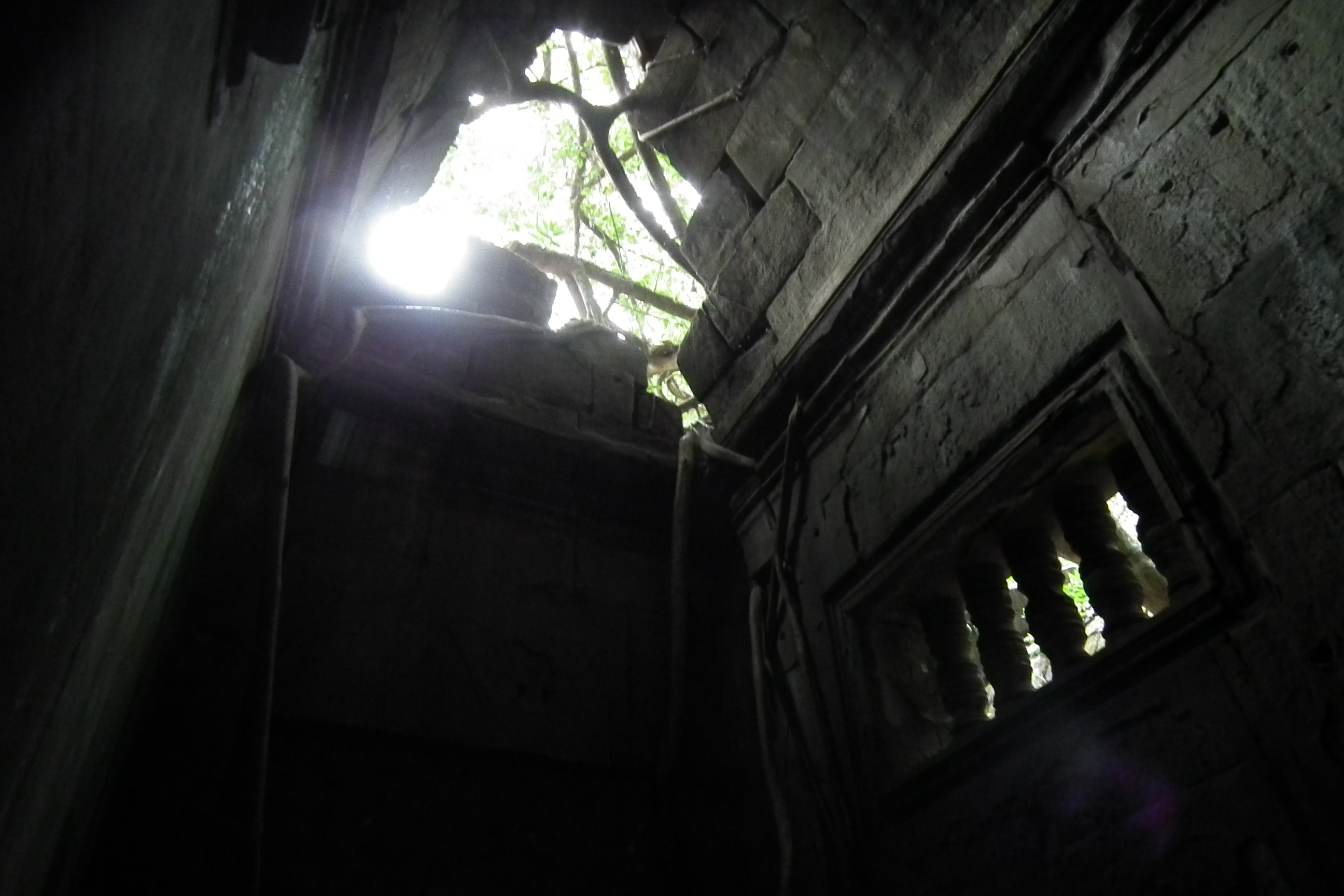
回廊端のヴォールト天井部分

## 見学
- 開門時間: 7:30-17:30[73]、無休[74]。
- 入場: アンコールパス（アンコール遺跡入場券）[15]。
- 入口前に小さいレストラン[15]数軒[75]。

### 交通
- シェムリアップから約70キロメートル。約2時間[76]（タクシーで約1.5時間、トゥクトゥクで約2時間余り[15]）。
- シェムリアップ・アンコール国際空港から約20km